# Bus DALI
El Bus DALI (acrònim anglès de Digital Adressable Lighting Interface, en català Inferficie per il·luminació que es pot adreçar digitalment) és un protocol que aplica a busos de control de sistemes d'il·luminació en aplicacions d'automatització d'edificis. Va ser creat com una millora del bus analògic 0-10V, i inspirat en el bus digital propietari anomenat DSI. El bus DALI és un protocol d'estàndard obert i especificat en les normes IEC 62386 i IEC 60929 de l'organització internacional IEC. A partir d'aquestes també en van crear les normes europees EN 62386 del CENELEC i ANSI C137.4-2019 de l'associació americana ANSI. El Bus DALI fou creat per l'empresa Philips l'any 1984.

## Arquitectura
Definició del model de capes OSI:
| Capa           | Tasca         | Norma                                                   | Descripció                              |
| -------------- | ------------- | ------------------------------------------------------- | --------------------------------------- |
| 7 Aplicació    | Aplicació     | IEC 62386-102 IEC 62386-103 IEC 62386-2xx IEC 62386-3xx |                                         |
| 6 Presentació  | Codis         | IEC 62386-102 IEC 62386-103                             | Codificació de comandes                 |
| 5 Sessió       | Resposta      | IEC 62386-102 IEC 62386-103                             |                                         |
| 4 Transport    | Control       | -                                                       |                                         |
| 3 Xarxa        | Resol adreces | IEC 62386-102 IEC 62386-103                             | Resolució d'adreces                     |
| 2 Enllaç (MAC) | Trama         | -                                                       | No hi ha CRC                            |
| 1 Física (PHY) | Nivell de bit | IEC 62386-101                                           | Nivells de voltatge, codificació, temps |

### Capa física (PHY)
- El bus està format per 1 parell de cables sense polaritat (cable de 600V 1A, longitud màxima de 300m), aïllat galvànicament de xarxa.
- Nivells lògics : 0±4.5 V per "0" i 16±6.5 V per "1"
- Consum de corrent total de 250 mA i per cada node de 2 mA.
- Velocitat de transmissió : 1200 bps
- Unitat d'informació : 1 bit d'inici + 8 bits + 4 bits de final
- Codificació Manchester
- Comunicació asíncrona.

### Capa d'enllaç (MAC)
- Cada dispositiu disposa d'una adreça estàtica única en el rang de 0 a 63, per tant, poden existir un màxim de 64 nodes.
- Es poden definir grups de dispositius.
- Una trama DALI està formada per : ADREÇA + COMANDA + DADES

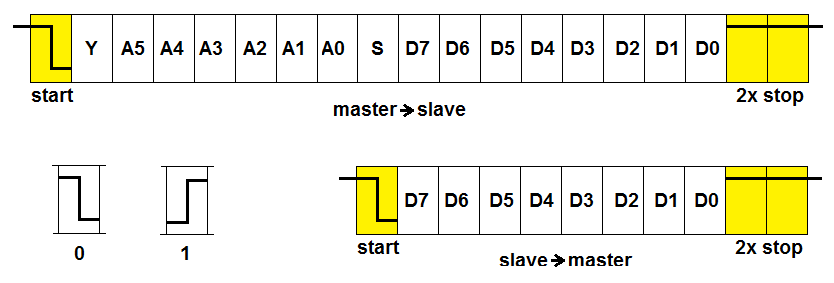
Format de la trama DALI

| Comandes             | Mode d'adreça              | Detalls | Lectura Escriptura |
| -------------------- | -------------------------- | --- | ------------------ |
| Version Number       | Canals                     | Resposta : Número de versió | L                  |
| Up                   | Broadcast / Grups / Canals | Augmenta en 1 unitat el valor (màxim fins a Nivell Màxim) respectant el temps d'apagat                                                                | E                  |
| System Failure Level | Canals                     | Sortida en cas d'error de sistema (ex., bus DALI parat)                                                                                               | L/E                |
| Step Up              | Broadcast / Grups / Canals | Augmenta en 1 unitat el valor (màxim fins a Nivell Màxim) sense temps d'apagat                                                                        | E                  |
| Step Down and Off    | Broadcast / Grups / Canals | Disminueix en 1 unitat el valor i apaga | E                  |
| Step Down            | Broadcast / Grups / Canals | Disminueix en 1 unitat el valor (mínim fins a Nivell Mínim) sense temps d'apagat                                                                      | E                  |
| Status               | Canals                     | "OK, Ballast" "OK, Lamp Failure" "Off, Lamp Power On" "Off, Limit Error" "Terminate Fading" "No, Reset State" "Missing Short Address" "Power Failure" | L                  |
| Set Value            | Broadcast / Grups / Canals | Enviar valors de nivell directament | L/E                |
| Scene Levels         | Canals                     | Posa el nivell de l'escena | L/E                |
| Recall Min Level     | Broadcast / Grups / Canals | Posa el nivell Mínim | L/E                |
| Recall Max Level     | Broadcast / Grups / Canals | Posa el nivell Màxim | L/E                |
| Power On Level       | Canals                     | Sortida en cas d recuperació de tensió | L/E                |
| On and Step Up       | Broadcast / Grups / Canals | Engega i incrementa en 1 unitat | E                  |
| Off                  | Broadcast / Grups / Canals | Envia comanda d'apagat | L/E                |
| Min Level            | Canals                     | Fixa el nivell Mínim | L/E                |
| Max Level            | Canals                     | Fixa el nivell Màxim | L/E                |
| Lamp Power On        | Canals                     | Està la làmpada encess? | L                  |
| Go to Scene x        | Broadcast / Grups / Canals | Anar a l'escena 1-16 | E                  |
| Fade time            | Canals                     | Temps en segons de temps d'apagat | L/E                |
| Fade rate            | Canals                     | Passos de temps d'apagat per segons en resposta a una comanda d'apagat (Comandes Up i Down)                                                           | L/E                |
| Down                 | Broadcast / Grups / Canals | Disminueix en 1 unitat el valor (mínim fins a Nivell Mínim) respectant el temps d'apagat                                                              | E                  |
| Device Type          | Canals                     | Respon el tipus de dispositiu | L                  |
| Device               | Canals                     | Status del dispositiu | L                  |
| Actual Level         | Canals                     | Pregunta nivell actual | L                  |

### Capa de xarxa
- Una xarxa DALI consta d'un controlador i d'un o més esclaus (per exemple balastres, dimmers)
- El controlador pot controlar cada dispositiu mitjançant un bus bidireccional Half-duplex.

## Dispositius de llum blanca i color
El protocol DALI defineix diferents tipus de dispositius (DT, device type) :
| Tipus de dispositiu | Descripció                               | Tipus d'adreçament                                            | Notes                      | Norma          |
| ------------------- | ---------------------------------------- | ------------------------------------------------------------- | -------------------------- | -------------- |
| DT0                 | Tub fluorescent                          | Monocanal i una adreça DALI per a cada color                  | Control del color no fàcil | IEC 62386-201  |
| DT1                 | Enllumenat demergència                   |                                                               |                            | IEC 62386-202  |
| DT2                 | Tubs de descàrrega                       |                                                               |                            | IEC 62386-203  |
| DT3                 | Halògenes de baixa tensió                |                                                               |                            | IEC 62386-204  |
| DT4                 | Controladors per a incandescents         |                                                               |                            | IEC 62386-205  |
| DT5                 | Convertidors digitals de tensió contínua |                                                               |                            | IEC 62386-206  |
| DT6                 | Mòduls LED                               | Monocanal i una adreça DALI per a cada color                  | Control del color no fàcil | IEC 62386-207  |
| DT7                 | Funció de commutació                     |                                                               |                            | IEC 62386-208  |
| DT8                 | Control del color de LED                 | Multicanal : cada balastre pot tenir de 2 a 6 canals de color | Control del color fàcil    | IEC 62386-209  |
| DT9                 | Seqüenciadors                            |                                                               |                            | IEC 62386-210  |
| DT15                | Referència de càrrega                    |                                                               |                            | prEN 62386-216 |
| DT16                | Protecció tèrmica del controlador        |                                                               |                            | prEN 62386-217 |
| DT17                | Selecció de la corba de regulació        |                                                               |                            | prEN 62386-218 |
| DT19                | Alimentació central d'emergència         |                                                               |                            | prEN 62386-220 |
| DT20                | Protecció de càrrega                     |                                                               |                            | prEN 62386-221 |
| DT21                | Protecció tèrmica de la càrrega          |                                                               |                            | prEN 62386-222 |
| DT23                | Font de llum integrada                   |                                                               |                            | prEN 62386-224 |

## Parts de la norma
IEC 62386-101 : Interfície d'enllumenat adreçable digitalment, requeriments genetals - Components del sistema
IEC 62386-102 : Interfície d'enllumenat adreçable digitalment, requeriments genetals - Balastres
IEC 62386-103 : Interfície d'enllumenat adreçable digitalment, requeriments genetals - Dispositius de control
IEC 62386-201 : Interfície d'enllumenat adreçable digitalment, requeriments particulars per balastres - Làmpades fluorescents
IEC 62386-202 : Interfície d'enllumenat adreçable digitalment, requeriments particulars per balastres - Enllumenat d'emergència
IEC 62386-203 : Interfície d'enllumenat adreçable digitalment, requeriments particulars per balastres - Làmpades de descàrrega
IEC 62386-204 : Interfície d'enllumenat adreçable digitalment, requeriments particulars per balastres - Làmpades halògenes de baixa tensió
IEC 62386-205 : Interfície d'enllumenat adreçable digitalment, requeriments particulars per balastres - Controlador per làmpades incandescents
IEC 62386-206 : Interfície d'enllumenat adreçable digitalment, requeriments particulars per balastres - Converdor de digital a Vdc
IEC 62386-207 : Interfície d'enllumenat adreçable digitalment, requeriments particulars per balastres - Mòduls LED
IEC 62386-208 : Interfície d'enllumenat adreçable digitalment, requeriments particulars per balastres - Funció de commutat
IEC 62386-209 : Interfície d'enllumenat adreçable digitalment, requeriments particulars per balastres - Control de color
IEC 62386-216 : Interfície d'enllumenat adreçable digitalment, requeriments particulars per balastres - Referència de terra (DT 15)
IEC 62386-217 : Interfície d'enllumenat adreçable digitalment, requeriments particulars per balastres - Protecció tèrmica
IEC 62386-218 : Interfície d'enllumenat adreçable digitalment, requeriments particulars per balastres - Selecció de la corba de regulació
IEC 62386-220 : Interfície d'enllumenat adreçable digitalment, requeriments particulars per balastres - Alimentació en contínua centralitzada 
IEC 62386-222 : Interfície d'enllumenat adreçable digitalment, requeriments particulars per balastres - Protecció tèrmica (DT 16)
IEC 62386-224 : Interfície d'enllumenat adreçable digitalment, requeriments particulars per balastres - Font de llum integrada (DT 23)
IEC 62386-301 ː Interfície d'enllumenat adreçable digitalment, requeriments particulars per balastres - Dispositius d'entrada - Pulsadors
IEC 62386-302 ː Interfície d'enllumenat adreçable digitalment, requeriments particulars per balastres - Dispositius d'entrada absoluts
IEC 62386-303 ː Interfície d'enllumenat adreçable digitalment, requeriments particulars per balastres - Dispositius d'entrada - Sensor de presència
IEC 62386-304 ː Interfície d'enllumenat adreçable digitalment, requeriments particulars per balastres - Dispositius d'entrada - Sensor de llum
IEC 62386-332 ː Interfície d'enllumenat adreçable digitalment, requeriments particulars per balastres - Dispositius d'entrada - Realimentació
IEC 62386-333 ː Interfície d'enllumenat adreçable digitalment, requeriments particulars per balastres - Dispositius de control - Configuració manual
IEC 60929 : Balastres ac/dc per a làmpades fluorescents - Requeriments de funcionament

## Versions
- Versió inicial DALI definida per la norma IEC 62386.[22]
- Actualització a DALI-2 incloent dispositius de control (controladors d'aplicació i dispositius d'entrada, mesura de potència, funcions de diagnosi).
- DALI+ : futura versió DALI IoT (comunicacions sense fils i adreçament amb tecnologia IP).[23] Apareix com a una extensió de DALI-2 amb el nom de D4i.[24]